# Болотовский, Борис Михайлович
Борис Михайлович Болотовский (20 сентября 1928 — 28 мая 2021) — советский и российский физик, доктор физико-математических наук, профессор, главный научный сотрудник отделения теоретический физики им. И. Е. Тамма, почётный президент Фонда поддержки фундаментальной физики.

## Биография
Родился 20 сентября 1928 года в семье учителей. Окончил физический факультет Московского государственного университета в 1950 году. С 1951 года работал в Физическом институте имени П. Н. Лебедева РАН (главный научный сотрудник Отделения теоретической физики им. И. Е. Тамма).
Основные научные работы по физике ускорителей, классической электродинамике, истории науки. Наиболее важны работы по теории прохождения заряженных частиц через диэлектрик и плазму. Одним из первых исследовал кильватерные волны, рассмотрел излучение равномерно движущегося заряда, пролетающего мимо оптической неоднородности. Изучал теорию излучения Вавилова-Черенкова в гиротропной среде. Создал теорию источников излучения, движущихся со скоростью, превышающей скорость света в среде.
Являлся одним из составителей и авторов книг, посвящённых О. Хевисайду, И. Е. Тамму, А. Д. Сахарову, М. А. Леонтовичу, Г. А. Аскарьяну, М. Л. Левину, М. А. Миллеру, а также книги Семинар.
С 1970-х работал вместе с А. Д. Сахаровым в Теоретическом отделе ФИАН. Будучи членом КПСС, Борис Михайлович вместе с другими коммунистами Теоретического отдела и его главой академиком В. Л. Гинзбургом ограждал Сахарова от травли внутри Института. После ссылки академика навещал его в г. Горьком. В 1989 году был доверенным лицом Сахарова на выборах народных депутатов СССР от Академии наук СССР.
Борис Михайлович также был известен как популяризатор науки, являлся автором четырёх выпусков «Эйнштейновского сборника», постоянным автором журнала «Природа, наука и жизнь». Занимался также историей физики.
Внёс важный вклад в неформальное творчество под рубрикой «Физики шутят». Он являлся одним из составителей одноимённого сборника. В декабре 1946 года, будучи студентом, Болотовский сочинил гимн студентов-физиков «Дубинушка».
Умер 28 мая 2021 года.

## Избранные труды
1. Излучение при сверхсветовом движении зарядов / Б. М. Болотовский, В. П. Быков, М., ФИАН, 1989.
2. Высокочастотная асимптотика спектра излучения релятивистских заряженных частиц в классической теории. Тексты лекций / Б. М. Болотовский, М,: МИФИ 1982.
3. Заряд, среда, излучение / Б. М. Болотовский, В. А. Давыдов, М., Знание, 1989.
4. Эйнштейновский сборник, 1986—1990 / под ред. доктора физических наук И. Ю. Кобзарева. — Москва: Наука, 1990.

## Семья
- Первая жена — Нонна Юрьевна Витчевская (урожд. Мона Уильямовна Паркер) (1936 — 1963), преподаватель  МАДИ.
  - Сын — Михаил Борисович Болотовский (род. 1960), журналист, в 1992 г. в руководстве Российского христианского демократического движения, в 1993—1994 гг. первый заместитель председателя Конгресса русских общин. После 1994 года работал заведующим отделом Издательского дома «Хроника» Московского Патриархата, затем – корреспондентом различных СМИ в Европе и на Ближнем Востоке. В 2006 году вернулся в Россию[12][13].
    - Внуки — Пётр Михайлович Болотовский (род. 1979), индивидуальный предприниматель; Алексей Михайлович Болотовский (род. 1980), менеджер торговой фирмы.
- Вторая жена — Эрнестина (арт. псевдоним — Наталья) Борисовна Лозинская (1928 — 2011), заслуженный работник культуры Российской Федерации (1992), редактор театра и кино[14].
  - Дочь — Екатерина Борисовна Болотовская (род. 1973), театральный критик, журналист[15].
    - Внук — Артём Евгеньевич Будиков (арт. псевдоним — Артём Болотовский) (род. 1993), актёр театра на Таганке[16][17]